# Continental Basketball Association 1986-1987
La stagione CBA 1986-87 fu la 41ª della Continental Basketball Association. Parteciparono 12 squadre divise in due gironi.
Rispetto alla stagione precedente i Baltimore Lightning, i Bay State Bombardiers, i Detroit Spirits, i Florida Stingers, i Kansas City Sizzlers e i Pensacola Tornados si trasferirono rispettivamente a Rockford, Pensacola, Savannah, Charleston, Topeka e Jacksonville, cambiando nome in Rockford Lightning, Pensacola Tornados, Savannah Spirits, Charleston Gunners, Topeka Sizzlers e Jacksonville Jets. I Jacksonville Jets si trasferirono nuovamente durante la stagione a Biloxi, divendando i Mississippi Jets. I Tampa Bay Thrillers si trasferirono a Rapid City prima dei play-off, diventando i Rapid City Thrillers. Gli Evansville Thunder e i Maine Windjammers fallirono.

## Squadre partecipanti
- Albany Patroons
- Charleston Gunners
- Cincin. Slammers
- Jacksonville Jets /  Mississippi Jets
- La Crosse Catbirds
- Pensacola Torn.s
- Rockford Lightning
- Savannah Spirits
- Tampa Bay Thrillers /  Rapid City Thrillers
- Topeka Sizzlers
- Wisconsin Flyers
- Wyoming Wildcat.

## Classifiche

### Eastern Division
| Squadra                       | V  | P  | QW    | PTS   |
| ----------------------------- | -- | -- | ----- | ----- |
| Tampa Bay Thrillers           | 34 | 14 | 119,0 | 221,0 |
| Albany Patroons               | 26 | 22 | 96,5  | 174,5 |
| Jacksonville/Mississippi Jets | 26 | 22 | 93,0  | 171,0 |
| Pensacola Tornados            | 20 | 28 | 97,0  | 157,0 |
| Charleston Gunners            | 20 | 28 | 82,5  | 142,5 |
| Savannah Spirits              | 20 | 28 | 80,5  | 140,5 |

### Western Division
| Squadra             | V  | P  | QW    | PTS   |
| ------------------- | -- | -- | ----- | ----- |
| La Crosse Catbirds  | 28 | 20 | 103,0 | 187,0 |
| Cincinnati Slammers | 25 | 23 | 108,5 | 183,5 |
| Topeka Sizzlers     | 24 | 24 | 91,5  | 163,5 |
| Rockford Lightning  | 22 | 26 | 96,5  | 161,5 |
| Wyoming Wildcatters | 21 | 27 | 97,5  | 160,5 |
| Wisconsin Flyers    | 22 | 26 | 87,5  | 153,5 |

## Play-off

### Semifinali di conference
| 18 marzo | Rapid City Thrillers | 108 – 99 | Pensacola Tornados |  |

| 22 marzo | Rapid City Thrillers | 108 – 100 | Pensacola Tornados |  |

| 23 marzo | Pensacola Tornados | 111 – 100 | Rapid City Thrillers |  |

| 24 marzo | Pensacola Tornados | 82 – 103 | Rapid City Thrillers |  |

| 25 marzo | Pensacola Tornados | 89 – 99 | Rapid City Thrillers |  |

| 20 marzo | Albany Patroons | 130 – 111 | Mississippi Jets |  |

| 21 marzo | Albany Patroons | 150 – 130 | Mississippi Jets |  |

| 23 marzo | Mississippi Jets | 115 – 116 | Albany Patroons |  |

| 24 marzo | Mississippi Jets | 103 – 111 | Albany Patroons |  |

| 17 marzo | La Crosse Catbirds | 103 – 107 | Rockford Lightning |  |

| 20 marzo | La Crosse Catbirds | 108 – 99 | Rockford Lightning |  |

| 22 marzo | Rockford Lightning | 104 – 107 | La Crosse Catbirds |  |

| 24 marzo | Rockford Lightning | 98 – 94 | La Crosse Catbirds |  |

| 25 marzo | Rockford Lightning | 112 – 109 | La Crosse Catbirds |  |

| 26 marzo | La Crosse Catbirds | 136 – 108 | Rockford Lightning |  |

| 28 marzo | La Crosse Catbirds | 96 – 99 | Rockford Lightning |  |

| 17 marzo | Cincinnati Slammers | 118 – 114 (d.1t.s.) | Topeka Sizzlers |  |

| 19 marzo | Cincinnati Slammers | 138 – 105 | Topeka Sizzlers |  |

| 21 marzo | Topeka Sizzlers | 93 – 98 | Cincinnati Slammers |  |

| 22 marzo | Topeka Sizzlers | 101 – 100 | Cincinnati Slammers |  |

| 24 marzo | Topeka Sizzlers | 106 – 103 (d.1t.s.) | Cincinnati Slammers |  |

| 27 marzo | Cincinnati Slammers | 119 – 95 | Topeka Sizzlers |  |

### Finali di conference
| 31 marzo | Rapid City Thrillers | 117 – 107 | Albany Patroons |  |

| 1º aprile | Rapid City Thrillers | 125 – 112 | Albany Patroons |  |

| 3 aprile | Albany Patroons | 88 – 91 (d.1t.s.) | Rapid City Thrillers |  |

| 4 aprile | Albany Patroons | 112 – 113 | Rapid City Thrillers |  |

| 31 marzo | Cincinnati Slammers | 121 – 127 | Rockford Lightning |  |

| 1º aprile | Cincinnati Slammers | 101 – 96 | Rockford Lightning |  |

| 2 aprile | Rockford Lightning | 117 – 111 | Cincinnati Slammers |  |

| 6 aprile | Rockford Lightning | 117 – 103 | Cincinnati Slammers |  |

| 7 aprile | Rockford Lightning | 107 – 101 | Cincinnati Slammers |  |

### Finale CBA
| 11 aprile | Rapid City Thrillers | 120 – 123 | Rockford Lightning |  |

| 12 aprile | Rockford Lightning | 108 – 113 | Rapid City Thrillers |  |

| 16 aprile | Rockford Lightning | 118 – 126 | Rapid City Thrillers |  |

| 18 aprile | Rapid City Thrillers | 162 – 125 | Rockford Lightning |  |

| 19 aprile | Rapid City Thrillers | 127 – 120 | Rockford Lightning |  |

### Tabellone
|  | Semifinali di conference | Semifinali di conference | Semifinali di conference |          |            | Finali di conference | Finali di conference | Finali di conference |  |  | Finale CBA | Finale CBA | Finale CBA |  |
|  |                          |                          |                          |          |            |                      |                      |                      |  |  |            |            |            |  |
|  | 1e                       | Rapid City               | 4                        |          |            |                      |                      |                      |  |  |            |            |            |  |
|  | 1e                       | Rapid City               | 4                        |          |            |                      |                      |                      |  |  |            |            |            |  |
|  | 4e                       | Pensacola                | 1                        |          |            |                      |                      |                      |  |  |            |            |            |  |
|  | 4e                       | Pensacola                | 1                        |          | 1e         | Rapid City           | 4                    |                      |  |  |            |            |            |  |
|  |                          |                          |                          |          | 1e         | Rapid City           | 4                    |                      |  |  |            |            |            |  |
|  |                          |                          | 2e                       | Albany   | 0          |                      |                      |                      |  |  |            |            |            |  |
|  | 3e                       | Mississippi              | 2e                       | Albany   | 0          | 0                    |                      |                      |  |  |            |            |            |  |
|  | 3e                       | Mississippi              |                          |          |            |                      |                      |                      |  |  |            |            |            |  |
|  | 2e                       | Albany                   | 4                        |          |            |                      |                      |                      |  |  |            |            |            |  |
|  | 2e                       | Albany                   | 4                        |          | Rapid City | Rapid City           | 4                    |                      |  |  |            |            |            |  |
|  |                          |                          |                          |          |            |                      |                      |                      |  |  |            |            |            |  |
|  |                          |                          | Rockford                 | Rockford | 1          |                      |                      |                      |  |  |            |            |            |  |
|  | 2w                       | Cincinnati               | Rockford                 | Rockford | 1          | 4                    |                      |                      |  |  |            |            |            |  |
|  | 2w                       | Cincinnati               |                          |          |            |                      |                      |                      |  |  |            |            |            |  |
|  | 3w                       | Topeka                   | 2                        |          |            |                      |                      |                      |  |  |            |            |            |  |
|  | 3w                       | Topeka                   | 2                        |          | 2w         | Cincinnati           | 1                    |                      |  |  |            |            |            |  |
|  |                          |                          |                          |          | 2w         | Cincinnati           | 1                    |                      |  |  |            |            |            |  |
|  |                          |                          | 4w                       | Rockford | 4          |                      |                      |                      |  |  |            |            |            |  |
|  | 4w                       | Rockford                 | 4w                       | Rockford | 4          | 4                    |                      |                      |  |  |            |            |            |  |
|  | 4w                       | Rockford                 |                          |          |            |                      |                      |                      |  |  |            |            |            |  |
|  | 1w                       | La Crosse                | 3                        |          |            |                      |                      |                      |  |  |            |            |            |  |

## Vincitore
| Campione CBA 1987                |
| -------------------------------- |
| Rapid City Thrillers (3º titolo) |

## Statistiche
| Categoria             | Giocatore          | Squadra              | Stat |
| --------------------- | ------------------ | -------------------- | ---- |
| Punti per gara        | Tico Brown         | Savannah Spirits     | 31,6 |
| Rimbalzi per gara     | Joe Binion         | Topeka Sizzlers      | 13,9 |
| Assist per gara       | Alvin Dukes        | Savannah Spirits     | 9,7  |
| Palle rubate per gara | Alvin Dukes        | Savannah Spirits     | 3,3  |
| Stoppate per gara     | Curtis Kitchen     | Albany Patroons      | 3,4  |
| FG%                   | Ron Spivey         | Rapid City Thrillers | 59,2 |
| FT%                   | McKinley Singleton | Wisconsin Flyers     | 87,2 |

## Premi CBA
- CBA Most Valuable Player: Joe Binion, Topeka Sizzlers
- CBA Coach of the Year: Bill Musselman, Rapid City Thrillers
- CBA Newcomer of the Year: Eddie Johnson, Rapid City Thrillers
- CBA Rookie of the Year: Ron Rowan, Topeka Sizzlers
- CBA Executive of the Year: Bernie Glannon, Topeka Sizzlers
- CBA Playoff MVP: Clinton Wheeler, Rapid City Thrillers
- All-CBA First Team
  - Joe Binion, Topeka Sizzlers
  - Rick Lamb, Pensacola Tornados
  - Claude Gregory, La Crosse Catbirds
  - Eddie Johnson, Rapid City Thrillers
  - Tico Brown, Savannah Spirits
- All-CBA Second Team
  - Don Collins, Rapid City Thrillers
  - Bill Martin, Cincinnati Slammers
  - Brad Wright, Wyoming Wildcatters
  - Carlos Clark, La Crosse Catbirds
  - Kenny Natt, Albany Patroons
- CBA All-Defensive First Team
  - Clinton Wheeler, Rapid City Thrillers
  - Eric Laird, Pensacola Tornados
  - Jerome Henderson, Pensacola Tornados
  - Derrick Rowland, Albany Patroons
  - Curtis Kitchen, Albany Patroons
- CBA All-Defensive Second Team
  - Carlos Clark, La Crosse Catbirds
  - Kelvin Upshaw, Mississippi Jets
  - Tony Brown, Wisconsin Flyers
  - Bill Martin, Cincinnati Slammers
  - Ron Spivey, Rapid City Thrillers